# Dean Windass
Dean Windass (né le 1er avril 1969 à Hull) est un joueur de football de nationalité anglaise.

## Biographie
Dean Windass est originaire de Hull dans le Yorkshire de l'Est. 
Il a rencontré sa femme, Helen (également originaire de Hull), en 1992 et ils se sont mariés le 31 juillet 1993. Ils ont deux fils, dont un est Josh Windass, autre footballeur pro.

## Carrière

### Hull City
Il commence sa carrière de joueur au centre de formation de sa ville natale à Hull City. Il va ensuite connaitre plusieurs essais infructueux à Sunderland, Cambridge United et York City. Il va alors commencer à jouer pour North Ferriby United AFC (en) en Non-league football, près de Hull. Pendant ce temps là il va aussi travailler comme ouvrier sur des chantiers de construction et également en usine. Il va ensuite commencer sa carrière au Boothferry Park (en) de Hull City, sous la direction de Terry Dolan en 1991, à l'âge de 22 ans. Il commence par jouer milieu puis il évolue vers le poste d'avant centre. En 1995, en raison de problèmes financiers, le club le vend pour 700 000 £ à Aberdeen.

### Aberdeen FC
À Aberdeen Dean Windass était un joueur populaire. Pendant les trois ans qu'il a passé dans le  championnat écossais il a marqué 23 buts en 78 apparitions sur le terrain.
Il s'est fait connaitre du grand public le 9 novembre 1997 pour avoir reçu trois cartons rouges pendant un match contre Dundee United. Le premier pour un deuxième carton jaune consécutif à un tacle sévère; le deuxième pour avoir contesté la décision de l'arbitre et le troisième pour avoir passé ses nerfs sur un poteau de corner.

### Oxford United
En juillet 1998, il est transféré à Oxford United pour 400 000 £. Il remporte un trophée de meilleur joueur du mois de Division One. Il marque 15 buts en 33 apparitions pendant les neuf mois qu'il passe au club. À la fin de la saison le club est relégué en 3e division. En mars 1999, il est transféré à Bradford City pour un montant initial de 950 000 £.

### Bradford City
Attendu à Bradford pour aider l'équipe à finir sa saison et atteindre la promotion en Premier League pour la première fois depuis 77 ans il va réussir sa mission et Bradford devra verser 50 000 £ de plus à Oxford United. La saison suivante il sera le meilleur buteur du club de la saison avec 10 buts (dont un triplé contre Derby County).
En 1999-2000, Bradford City a évité la relégation lors de la dernière journée grâce à une victoire contre Liverpool.
Il est vendu à Middlesbrough en mars 2001 pour 600 000 £.

### Middlesbrough et Sheffield United
Dès son arrivée à Middlesbrough il se blesse au dos en sortant un sac de sa voiture. Il va ensuite alterner les périodes de prêts entre les deux rivaux Sheffield United et Sheffield Wednesday avant un transfert définitif vers Sheffield United en janvier 2003. En juillet 2003 il décide de ne pas rester au club et il resigne à Bradford City.

### Retour à Bradford City
Sa première expérience d'entraîneur a lieu en novembre 2003 à Bradford City, lorsque les joueurs d'expérience du club (Windass, Peter Atherton, David Wetherall et Wayne Jacobs (en)) assurent eux-mêmes l'intérim entre Nicky Law (en) et Bryan Robson. 
Il va devenir le 3e meilleur marqueur de l'histoire du club. En octobre 2006 il signe une extension de contrat jusqu'en 2009 prouvant son ambition de devenir le meilleur buteur de l'histoire du club en marquant les quarante buts qu'il lui manque, malgré une offre d'un club de Premier League : Wigan Athletic.
Cependant, en janvier 2007 il est prêté à  Hull City jusqu'à la fin de saison car Bradford a besoin d'argent. Finalement il ne retournera pas à Bradford, son compteur reste donc bloqué à 76 buts en championnat et 87 buts toute compétitions confondues.

### Retour à Hull City et fin de carrière
Son retour à Hull City et les 8 buts qu'il inscrit lui permettent de retrouver son statut d'idole qu'il avait acquis lors de ses débuts au club en sauvant la place du club en Championship. Son but le plus important a été le seul but inscrit lors de la dernière journée à Cardiff City. Cependant, après son absence Bradford City sera relégué en 3e division.
Il finit la saison meilleur marqueur des deux clubs, avec 12 buts pour Bradford City et 8 pour Hull City.
Son transfert est officialisé en juin 2007 pour 150 000 £.
Le 22 mars 2008 il fait sa 700e apparition et le 11 mai il marque son 200e but dans le football anglais.
Il marque son 201e but en finale des play-off de la saison 2007-2008 contre Bristol City au Wembley Stadium de Londres d'une reprise de volée. Son but est le seul de la rencontre et il permet à Hull City d'accéder à la Premier League pour la première fois depuis sa création en 1904.
Dean Windass est très peu utilisé lors du début de la saison 2008-2009. Après avoir été prêté à Oldham Athletic Association Football Club, il rejoint le Darlington FC, pour la saison 2009-2010. Pour sa fin de carrière il ira jouer aux Barton Town Old Boys et ensuite à Scarborough Athletic dans des clubs de divisions inférieures.